# Space Odyssey – Mission zu den Planeten
 Space Odyssey – Mission zu den Planeten ist ein fiktionaler BBC-Dokumentarfilm über eine bemannte Reise durch das Sonnensystem.

## Inhalt
Unter der Federführung der CSA, der ESA, der NASA und Roskosmos wurde das 1,7 km lange Raumschiff Pegasus gebaut. Das mit einem Nuklearantrieb und Solarpaneelen betriebene Schiff soll die fünfköpfige Mannschaft zur Venus, zum Mars, zum Jupiter-Mond Io und zum Saturn bringen, danach soll entschieden werden, ob die Reise weiter zum Pluto geht oder ob die Crew zur Erde zurückkehrt.
Die Mannschaft besteht aus dem US-amerikanischen Missionsleiter Tom Kirby, dem russischen Flugingenieur Yvan Grigorev, dem britischen Arzt John Pearson, der kanadischen Geologin Zoë Lessard und der britischen Exobiologin Nina Sulman.
Nach 41 Tagen erreicht die Pegasus die Venus, Grigorev und Lessard setzen mit der Landefähre Orpheus in der Nähe der 1983 gelandeten Venera 14 Raumsonde auf. Während die Kanadierin an Bord bleibt, legt Grigorev ein Netzwerk für Seismografische Messungen und nimmt Bodenproben.
Am 117. Tag der Expedition gelangt die Pegasus in einen Marsorbit. Missionsleiter Kirby, Pearson und Sulman landen mit der Fähre Ares in der Nähe des Valles Marineris, um mithilfe eines Roboters nach Wasser und Anzeichen von Leben zu suchen. Aufgrund einer Sonneneruption und eines Staubsturms muss die Mannschaft die Experimente unterbrechen und mehrere Tage in der Raumfähre verbringen. Nach 20 Tagen kehrt Ares zur Pegasus zurück.
Um zu den äußeren Planeten zu gelangen, fliegt das Raumschiff an der Sonne und am Merkur vorbei. Um sich vor der Strahlung besser zu schützen, generiert die Pegasus ein eigenes Magnetfeld. Als es beim Durchqueren des Asteroidengürtels – aufgrund einer Fehleinschätzung der Missionskontrolle – fast zu einer Kollision kommt, ist die Stimmung am Nullpunkt.
Vor dem Eintritt in das Jupitersystem am 411. Tag der Mission, werden beide Solarpaneele abgeworfen, da sie aufgrund der Entfernung zur Sonne nicht mehr genügend Energie liefern können.
Mit der Raumfähre Hermes landet Zoë Lessard auf dem Mond Io, sie muss aber aufgrund der hohen Strahlungsbelastung die Erforschung eines Vulkankraters abbrechen und ohne Materialproben zurückfliegen.
Mit einer unbemannten Sonde gelingt es, Bohrproben vom Mond Europa zurück zur Pegasus zu bringen.
Die 10-monatige Reise zum Saturn wird vom Gesundheitszustand des Bordarztes John Pearson geprägt. Aufgrund hoher Strahlenbelastungen hat sich bei ihm Lymphdrüsenkrebs gebildet. Der Arzt verzichtet auf eine Chemotherapie, da seine Ausscheidungen die Wasseraufbereitungsanlage des Schiffes überlasten würden und so auch das Trinkwasser der anderen Crewmitglieder kontaminieren würde.
Eine Sonde, die den Mond Titan untersuchen soll, versagt, ohne die gewünschten Daten zu liefern. Am 803. Tag der Mission stirbt der Bordarzt John Pearson. Seine Leiche wird in der Cassinischen Teilung bestattet. Die Mannschaft beschließt, die Mission fortzuführen und nimmt Kurs auf den Pluto.
Tom Kirby und Yvan Grigorev landen am 1372. Tag der Mission mit der – nach dem Forscher Clyde Tombaugh benannten – Fähre Clyde auf dem Pluto. Nachdem sie sechs Teleskope zur Erforschung erdähnlicher Planeten errichtet haben, legen sie eine Gedenktafel für alle Menschen, die bei der Erforschung des Weltraums ums Leben kamen, nieder. Grigorev spricht die Worte von Konstantin Eduardowitsch Ziolkowski: „Die Erde ist die Wiege der Menschheit, aber der Mensch kann nicht ewig in der Wiege bleiben.“
Auf dem Rückweg zur Erde versucht die Crew auf einem Kometen Gesteinsproben zu nehmen, muss die Operation aber abbrechen. Nach 2241 Tagen kehren die vier Forscher zur Erde zurück.